# Tasmannia stipitata
Tasmannia stipitata es un  arbusto de planta fanerógama perteneciente a la familia Winteraceae.

## Distribución
Se encuentra en la selva tropical de los bosques templados de la Meseta Norte de Nueva Gales del Sur, Australia. 

## Descripción
Las hojas son fragantes, estrecho-lanceoladas a estrecho-elípticas, de 8-13 cm de largo. Con bayas oscuras azuladas a  malvas que siguen a las flores en arbustos femeninos. La especie es dioica, con flores masculinas y femeninas en plantas separadas.

## Uso culinario
La calidad culinaria de T. stipitata se reconoció a mediados de la década de 1980 por el horticultor Peter Hardwick, quien le dio el nombre de 'pimienta Dorrigo', y Jean-Paul Bruneteau, a continuación, chef de Rowntrees Restaurant, de Sídney. Es principalmente cosechada silvestre de la Meseta Norte de Nueva Gales del Sur. Pimienta Dorrigo tiene una nota amaderada picante en las hojas y frutas / semilla. El sabor picante caliente se deriva de poligodial, un componente de aceite esencial, común a la mayoría de las especies de la familia.

## Taxonomía
Tasmannia stipitata fue descrita por (Vickery) A.C.Sm. y publicado en Taxon 18: 287. 1969.
Sinonimia
- Drimys aromatica var. pedunculata Maiden
- Drimys stipitata Vickery	basónimo
- Pseudodrimys stipitata (Vickery) Doweld[3]